# Sidi Boubker (kommun i Jerada)
Sidi Boubker (franska: Sidi Boubker (CR), Sidi Boubker (Commune Rurale), arabiska: ابصارة) är en kommun i Marocko.   Den ligger i provinsen Jerada och regionen Oriental, i den nordöstra delen av landet, 500 km öster om huvudstaden Rabat. Antalet invånare är 865.